# Ян Марек
Ян Марек (чеськ. Jan Marek; 31 грудня 1979, м. Їндржихув-Градец, ЧССР — 7 вересня 2011, Ярославль, Росія) — чеський хокеїст, центральний нападник.
Вихованець хокейної школи ХК «Їндржихув-Градец». Виступав за ХК «Їндржихув-Градец», «Тржинець», «Спарта» (Прага), «Металург» (Магнітогорськ), ЦСКА (Москва), «Атлант» (Митищі) та «Локомотив» (Ярославль).
У складі національної збірної Чехії учасник чемпіонатів світу 2007, 2009, 2010 і 2011. 
Чемпіон світу (2010), бронзовий призер (2011). Чемпіон Чехії (2006), бронзовий призер (1999, 2004). Чемпіон Росії (2007), бронзовий призер (2008). Володар Кубка європейських чемпіонів (2008). Фіналіст Ліги чемпіонів (2009). Учасник матчу усіх зірок КХЛ (2009).
Загинув 7 вересня 2011 року в авіакатастрофі літака Як-42 під Ярославлем.